# Lepidoscia semiota
Lepidoscia semiota is een vlinder uit de familie van de zakjesdragers (Psychidae). De wetenschappelijke naam van deze soort is voor het eerst voorgesteld als Narycia semiota door Oswald Bertram Lower in een publicatie uit 1903.
De soort komt voor in Australië (Victoria).